# 皱叶芥菜
皱叶芥菜（学名：Brassica juncea var. crispifolia）为十字花科蕓薹屬下的一个变种。